# ACM Queue
ACM Queue（acmqueueの様式化）は、ソフトウェアエンジニアを対象とした隔月刊のコンピュータ雑誌で、2003年からAssociation for Computing Machinery（ACM）によって発行されている。研究記事のほか、コラム、インタビュー、その他のコンテンツも掲載している。  
この雑誌は、学術研究者向けではなく、「現役のソフトウェアエンジニア向けのACMの雑誌、エンジニアがエンジニアのために書いた雑誌」と評されている。その目標は、計算機科学とソフトウェア工学の学術的側面と産業的側面をつなぐことである。  
「特別に招待された」著者の記事のみが出版の対象となり、レビュープロセスがある。ただし、他のACM出版物とは異なり、組織によって査読付きジャーナルとは見なされていない。  
スティーブン・ボーンが編集長で、ACMの会長であったときに雑誌の設立に協力した。Queueは電子版のみで提供されており、インターネットでは購読ベースで閲覧できる。Queueに掲載された記事の一部は、ACMの月刊誌『Communications of the ACM』のPractitionerセクションにも掲載されている。  